# Здание городского исполкома (Туркестан)
Здание городского исполкома (каз. Қалалық атқару комитетінің ғимараты) — памятник архитектуры конца XIX века в городе Туркестане. Входит в список памятников истории и культуры местного значения Туркестанской области.

## Архитектура
Здание сохранило первоначальный облик за исключением заделанного на дворовом фасаде айвана. Представляет интерес, как одно из лучших сооружений своего времени, выполненное в русле эклектики. Здание одноэтажное, прямоугольное в плане. Стены здания кирпичные, оштукатуренные и побеленные, цоколь из лицевого кирпича. Перекрытия деревянные, балочные, кровля железная. Декор — гипсовая лепнина, кованое железо.
Главный вход расположен с торца здания и оформлен высоким, выложенным из кирпича крыльцом со двухскатным зонтом, фронтон и боковые свесы которого украшены красивой решёткой растительного орнамента. Убранство входа довершают лепные гирлянды. Углы здания подчёркнуты пилястрами. В верхней части стены проходит фриз с многопрофильными, прямоугольными филёнками. Окна с полулучковым завершением, обработанные тонко профилированными наличниками, объединены в подоконные части, выложенными в кирпиче полочками. По цоколю проходит пояс заглублённых филёнок, подчёркивающих оси.
Здание имеет коридорную схему расположения комнат, выходящих на уличный и дворовый фасады. Прилегающий к зданию участок обнесён высоким кирпичным оштукатуренным забором со сложным карнизом и вертикальными нишами, соединёнными гладкой полкой. Во двор ведут ворота, выложенные из реек «в ёлочку», и прикреплённые к массивным опорам, верх которых украшен 3-угольными фронтонами и «капельками».